# Relevanzkonditional
Relevanzkonditional bezeichnet einen speziellen Fall eines Satzgefüges. Der vorangestellte Nebensatz ähnelt dabei einem Bedingungssatz in einem Konditionalgefüge und wird mit Präpositionen wie wenn eingeleitet. Die Aussage dieses Nebensatzes stellt jedoch keine Bedingung für die Aussage im Kernsatz dar.
Beispiele
- Wenn mich jemand sucht, ich bin im Garten.
- Wenn mich jemand anruft, bin ich im Garten.
- Wenn Peter beim Tischtennis verliert, dann nur, weil sein Trikot die falsche Farbe hatte.

Bei einem Relevanzkonditional ergibt sich die Bedeutung des angeführten Umstandes somit nicht unmittelbar aus einem propositionalen Bezug, sondern seine Relevanz zumeist erst in Bezug auf den jeweiligen Kontext der Äußerung.